# Wantij (waterweg)

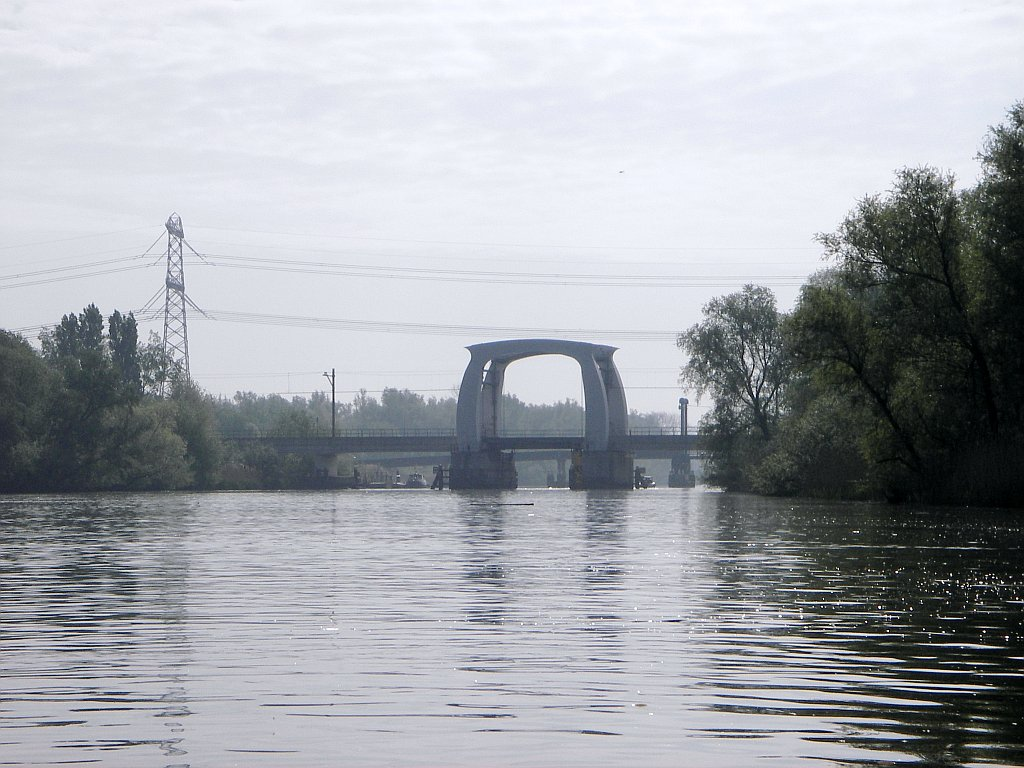
Wantij ter hoogte van "De Rug", zicht op spoorbrug

Het Wantij is een waterweg in de Nederlandse provincie Zuid-Holland, ongeveer vanaf de Biesbosch bij de Merwede naar Dordrecht. Dit water deelt het Eiland van Dordrecht in tweeën. Het Wantij dankt zijn naam aan de grote getijverschillen die hier - ondanks de ligging landinwaarts - nog konden plaatsvinden. De Maas en de Waal komen bij Dordrecht vanouds samen, en deze grote rivieren beïnvloeden het peil in het smalle Wantij ingrijpend. Bovendien lag tot de afsluiting van het Haringvliet de Biesbosch in de directe invloed van het Noordzee-getij. Nog steeds is de invloed van getijden merkbaar, in het eerste deel van de Sliedrechtse Biesbosch is het verschil ongeveer zeventig centimeter. De getijdestroom kan tot ongeveer vier kilometer per uur bereiken.
Het Wantij heeft in het verleden vaak als grens gediend, bijvoorbeeld tussen de stad Dordrecht en het ambacht Dubbeldam enerzijds en de heerlijkheid Huis te Merwede anderzijds . Tot 1970 vormde het nog grotendeels nog de grens met het zuidelijk deel van Sliedrecht . Van alle Dordtse stadswijken ligt er slechts één, De Staart, ten noorden van het Wantij.
Rijksweg 3 (de N3) kruist ten oosten van Dordrecht via de Wantijbrug de rivier. Nog verder oostelijk zijn er een spoorbrug en een fietsbrug.
Ten noorden ligt ook het drinkwaterspaarbekken "De Rug" van drinkwaterbedrijf Evides, er wordt alleen in noodgevallen water ingenomen van het Wantij .